# 薩帕尼夫奇克
50°11′2″N 25°42′15″E / 50.18389°N 25.70417°E
薩帕尼夫奇克（烏克蘭語：Сапанівчик），是烏克蘭的村落，位於該國西北部羅夫諾州，由杜布諾區負責管轄，面積0.54平方公里，海拔高度214米，2001年人口169，人口密度每平方公里310.7人。